# Magnus Andersson (ur. 1958)
Magnus Andersson (ur. 23 kwietnia 1958) – szwedzki piłkarz występujący na pozycji obrońcy.

## Kariera klubowa
Andersson przez całą zawodową karierę związany był z klubem Malmö FF. Grę dla tego zespołu rozpoczął 1977 roku. Spędził tam w sumie 10 lat. W tym czasie zdobył z klubem dwa mistrzostwa Szwecji (1977, 1986), cztery Puchary Szwecji (1978, 1980, 1984, 1986), a także wywalczył cztery wicemistrzostwa Szwecji (1976, 1978, 1980, 1983). W 1979 roku dotarł z klubem do finału Pucharu Mistrzów, jednak Malmö przegrało tam 0:1 z Nottingham Forest. W tym samym roku Andersson przegrał wraz z Malmö finał Pucharu Interkontynentalny z Olimpią Asunción. W 1987 roku zakończył karierę.

## Kariera reprezentacyjna
W reprezentacji Szwecji Andersson zadebiutował 27 kwietnia 1977 w przegranym 1:3 towarzyskim meczu ze Szkocją. W 1978 roku został powołany do kadry na Mistrzostwa Świata. Nie zagrał na nich w żadnym meczu, a Szwedzi odpadli z turnieju po fazie grupowej. W latach 1977–1987 w drużynie narodowej Andersson rozegrał w sumie 11 spotkań i zdobył jedną bramkę.